# Bethany Hamilton
Bethany Meilani Hamilton (Lihue, 8 febbraio 1990) è una surfista statunitense, nota per essere sopravvissuta a un attacco da parte di uno squalo tigre a seguito del quale perse il braccio sinistro.

## Biografia

### L'incidente
Il 31 ottobre 2003, quando aveva 13 anni, Bethany uscì a fare surf alla Tunnels Beach di Kauai con la sua migliore amica Alana Blanchard, il padre e il fratello di quest’ultima. Intorno alle 7:30, Bethany era sdraiata sulla tavola con il braccio sinistro nell'acqua, quando uno squalo tigre di circa 4 metri e mezzo l'attaccò, tranciandole l’arto appena sotto la spalla. Fu soccorsa e riportata a riva dai Blanchard: il padre di Alana fece un laccio emostatico con il legaccio della tavola da surf e lo strinse attorno al moncherino del braccio. La ragazza venne portata d'urgenza al Wilcox Hospital di Kauai; nel tragitto perse quasi il 60% del proprio sangue. Suo padre doveva essere operato all'anca quella mattina e la figlia prese il suo posto nella sala operatoria.

### Ritorno alle competizioni
Passò in ospedale una settimana dopo l'intervento. Circa otto settimane dopo l'incidente, Bethany tornò a surfare. Inizialmente utilizzò una tavola fatta apposta per lei, più lunga e stretta del normale e con una maniglia per potersi alzare più facilmente. Imparò presto a alzarsi dalla tavola con un braccio solo e il 10 gennaio 2005 riprese parte a una competizione ufficiale.
La tavola che stava usando il giorno dell'incidente è conservata al California Surf Museum.

### Vita privata
Nel 2013 sposa il suo compagno Adam Dirks. Dalla relazione sono nati quattro figli.

## Media
Dal giorno dell'incidente, Bethany è stata invitata in molti show televisivi, tra cui Good Morning America, The Oprah Winfrey Show, The Ellen DeGeneres Show, e intervistata da molte riviste, tra cui il People e il TIME. Nel 2004, ha vinto l'ESPY Award nella categoria Best Comeback Athlete.
Nel 2004, Simon & Schuster pubblicò il suo libro autobiografico, Soul Surfer: A True Story of Faith, Family, and Fighting to Get Back on the Board, da cui è stato poi tratto il film Soul Surfer, diretto dal regista Sean McNamara.

## Risultati sportivi
| Piazzamento in competizioni di surf |                                                                      |                        |           |
| Anno                                | Evento                                                               | Stato                  | Posizione |
| 1998                                | Rell Sun Menehune                                                    | Stati Uniti (bandiera) | 1º        |
| 2002                                | Open Women's Division of the National Scholastic Surfing Association | Stati Uniti (bandiera) | 1º        |
| 2004                                | NSSA Regional Event                                                  | Stati Uniti (bandiera) | 5º        |
| 2005                                | NSSA National Competition                                            | Stati Uniti (bandiera) | 1º        |
| 2005                                | O'Neil Island Girl Junior Pro Tournament                             | Stati Uniti (bandiera) | 1º        |
| 2006                                | Hawaii Team Highlight                                                | Brasile (bandiera)     | 4º        |
| 2006                                | Hawaii Team Highlight                                                | Stati Uniti (bandiera) | 5º        |
| 2007                                | NSSA Regionals                                                       | Stati Uniti (bandiera) | 5º        |
| 2007                                | Women's Pipeline Championship                                        | Stati Uniti (bandiera) | 4º        |
| 2008                                | US Open of Surfing - Huntington Beach, California                    | Stati Uniti (bandiera) | 5º        |
| 2008                                | Roxy Pro Surf Festival - Phillip Island                              | Australia (bandiera)   | 3º        |
| 2009                                | Rio Surf International in Rio de Janeiro                             | Brasile (bandiera)     | 3º        |
| 2009                                | Billabong ASP World Junior Championship                              | Australia (bandiera)   | 2º        |
| 2014                                | Surf N Sea Pipeline Women's Pro                                      | Stati Uniti (bandiera) | 1º        |